# Tipula craverii
Tipula craverii är en tvåvingeart som beskrevs av Luigi Bellardi 1859. Tipula craverii ingår i släktet Tipula och familjen storharkrankar. Inga underarter finns listade i Catalogue of Life.